# 33 días, el pendulo del poder
33 días, el péndulo del poder es un documental boliviano, producido por Tania Sandoval (en ese entonces, jefa de prensa) e Invesbol para la red de televisión ATB.
El documental relata los sucesos cronológicos sobre el conflicto suscitado por las protestas en Bolivia de 2019  (más conocido como La Revolución de las Pititas), lo que originó la crisis política en Bolivia de 2019 y posteriormente, la renuncia de Evo Morales (en aquel entonces, Presidente de Bolivia, quien buscaba un tercer mandato constitucional), debido a las denuncias de fraude electoral y manipulación de actas, así como la polémica asunción a la presidencia de Jeanine Áñez, quien asumio la Presidencia, luego de la renuncia de Evo Morales.